# 春苗
《春苗》是叙述赤脚医生故事的电影，1975年10月1日上映。

## 概述
上海川沙县江镇公社是“赤脚医生”一词的起源地。1970年7月1日，《赤脚医生》创作组到江镇体验生活一年，接触当时树立的先进人物王桂珍（或说《春苗》女主角田春苗原型是王桂珍）、黄钰祥，于1972年完成话剧《赤脚医生》，其演出轰动上海。上海市委具体指导，改写剧本，选择导演、演员，拍摄电影。1974年8月开始拍摄，1975年1月大体完成，徐景贤再度拍板改拍，5月改拍完毕，10月1日上映。
怀仁堂政变后，被列为“阴谋电影”（也称反党影片）。

## 其他
1976年3月1日，《红旗》杂志发表文章，称邓小平“电影《春苗》，他看了一半就拂袖而去，连声斥之为‘极左’。” 后有人称邓小平看了一半去处理急事说：“快走！快走！”川音颇重而被毛远新误会。